# فتى نجران
فتى نجران واسمه مانع بن محمد بن هامل آل هامل اليامي فنان شعبي سعودي، يعود إليه الفضل في حفظ الفلكلور الفني النجراني الخاص بمنطقة نجران وإعادة إحيائه.

## تكريمه
كرم من قبل قسم الفنون الموسيقية بفرع جمعية الثقافة والفنون بمنطقة نجران، وبمشاركة مجموعة من الفنانين وهم: محمد الشادي، ومحمد الفهد، وعامر الشرمان، ومصطفى العبد الله، بحضور فرقة من الإيقاعيين. وأوضح رئيس قسم الفنون الموسيقة بفرع الجمعية هادي القصير، أن الأمسية تكريم للفنان المعروف فتى نجران، الذي عاد بعد انقطاع طويل عن الظهور على الساحة الفنية. 